# محطة المجمعة
محطة المجمعة هي محطة القطار التي تخدم المجمعة في السعودية، وقد تم افتتاحها في 2016. وتقوم بإدارتها الشركة السعودية للخطوط الحديدية.

## تاريخ
في أكتوبر 2016، قام الأمير فيصل بن بندر بن عبد العزيز أمير منطقة الرياض، برحلة تجريبية بقطار الركاب من محطة الرياض إلى محطة المجمعة والعودة مجدداً لمحطة الرياض وذلك للتأكد من مستوى جاهزية الشركة السعودية للخطوط الحديدية (سار) لتدشين رحلات خط الركاب.

## الخطوط
يمر عبر محطة المجمعة خط قطار الشمال الجنوب، من الرياض إلى القريات، مُروراً بمحطة حائل، ومحطة القصيم، ومحطة الجوف.

## مرافق المحطة
كغيرها من محطات الشركة السعودية للخطوط الحديدية، تتوفر محطة المجمعة على مختلف المرافق الضرورية لراحة المسافرين، بما فيها الممرات الخاصة بكبار السن وذوي الإحتياجات الخاصة، والمقاهي، والمحلات التجارية، وصالة الأعمال.

## وصلات خارجية
- الموقع الرسمي للشركة السعودية للخطوط الحديدية